# Villa Grasselli
Villa Grasselli, nota anche come Casino di Riserva e Piccolo Trianon, è un edificio in stile neoclassico situato accanto all'oratorio della Beata Vergine del Buon Cuore in via Argine a Destra del Parma 2 a Copermio, frazione di Colorno, in provincia di Parma.

## Storia
L'edificio fu eretto a partire dal 1771, unitamente all'adiacente oratorio della Beata Vergine del Buon Cuore, per volere del duca di Parma Ferdinando di Borbone, che ne commissionò la progettazione all'architetto Pietro Cugini; la cappella e il Real casino, destinato ad accogliere eventuali ospiti, furono prospetticamente costruiti sul margine nord-est dell'enorme parco del palazzo Ducale, al termine di un lungo viale. Mentre il luogo di culto fu completato nel 1772, il casino di Riserva fu terminato nel 1775.
Negli anni successivi la villa fu utilizzata in più occasioni da Ferdinando, in cerca sia di tranquillità dagli impegni di corte sia di svago frequentando i contadini dei dintorni; inoltre, lungo il viale tra il complesso e il torrente Parma, per alcuni anni il Duca organizzò una fiera nella prima settimana di settembre, che in seguito fu spostata nella strada di fronte alla Venaria Reale.
La tenuta rimase di proprietà ducale fino alla fine del ducato di Parma e Piacenza nel 1859; dopo l'Unità d'Italia nel 1860, fu alienata alla famiglia Serventi.
Alcuni anni dopo, la villa fu acquistata da Gabriele Sacerdoti, che la trasmise a Nello. In seguito subentrò la famiglia Bottoli, che attuò alcune modifiche all'interno, per poi rivenderla ad Alessandro Grasselli.

## Descrizione
Il parco si estende su una pianta rettangolare sul retro della villa, raggiungibile attraverso un viale alberato rettilineo.

### Villa

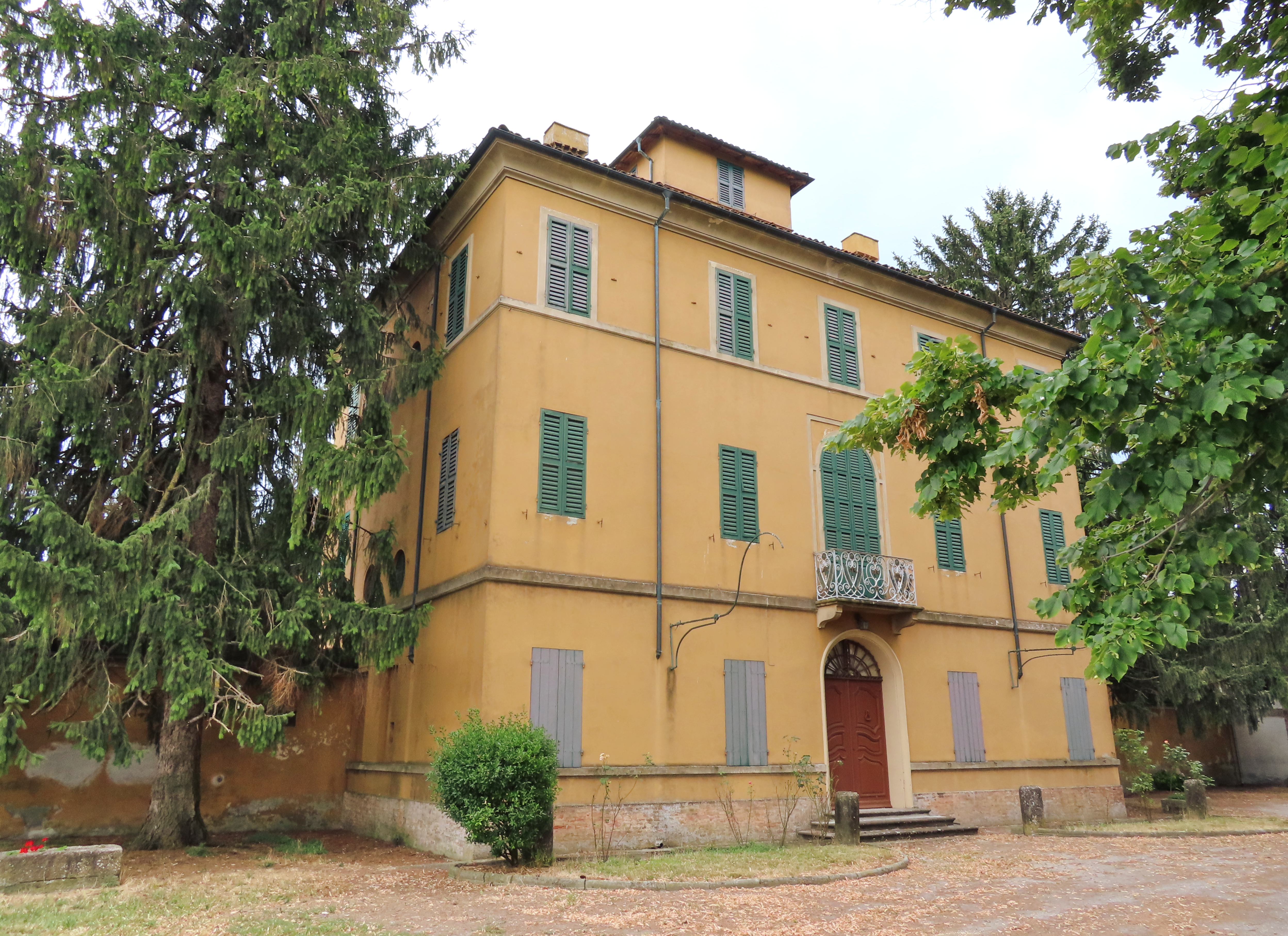
Facciata e lato nord-est

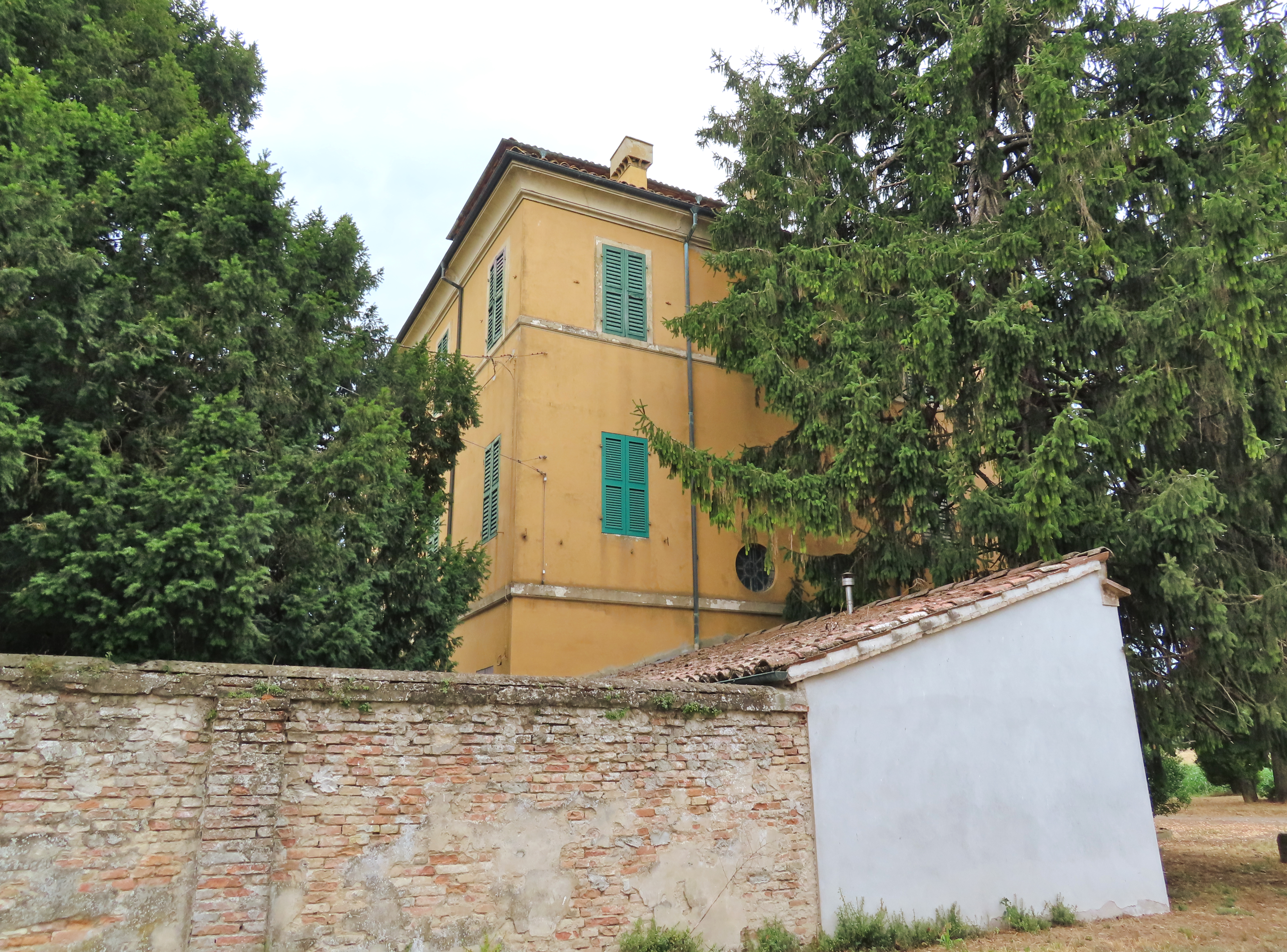
Retro e lato nord-est

La villa si sviluppa su una pianta rettangolare, con ingresso a nord-ovest.
La simmetrica facciata, interamente intonacata come il resto dell'edificio, si eleva su tre livelli principali fuori terra, scanditi da fasce marcapiano; al centro è posto il portale d'ingresso ad arco a tutto sesto, affiancato da due finestre per parte; al primo piano nel mezzo si apre su un balconcino con ringhiera di ferro battuto un'ampia portafinestra a tutto sesto, delimitata da una doppia cornice, mentre ai lati si trovano altre aperture in corrispondenza di quelle sottostanti; al livello superiore sono collocate cinque finestre incorniciate; a coronamento si allunga orizzontalmente un cornicione modanato. Dal colmo del tetto si erge una torretta, affacciata sulle quattro fronti.
All'interno si accede all'androne centrale passante, coperto da una volta a botte ornata nel mezzo con un affresco a forma di ellisse, raffigurante la Prosperità fra la Quiete e il Piacere santo e realizzato da Antonio Bresciani nel 1773; l'ambiente, pavimentato alla palladiana, conserva le porte originarie intagliate, dotate delle antiche maniglie in ottone.
Una scala originariamente decorata conduce all'andito centrale del piano nobile, che presenta caratteristiche analoghe all'androne sottostante; l'ambiente conserva nel mezzo della volta a botte di copertura un affresco rappresentante Diana cacciatrice, anch'esso eseguito dal Bresciani, autore pure dei dipinti ritraenti l'Amore e la Fecondità posti al centro delle volte di due sale laterali.
Al livello superiore gli ambienti presentano sui soffitti piani varie decorazioni a ghirlande, dipinte a chiaroscuro forse da Gaetano Ghidetti nel 1772.

### Parco
Il piccolo parco, interamente racchiuso da un muro e dagli edifici annessi, si estende sul retro della villa su una pianta rettangolare.